# KFIF Fodtennis
KFIF Fodtennis, dannet i 2009, er Danmarks første idrætsforening med fodtennis som primær idrætsgren. Klubben holder til i København og rummer spillere på tværs af alle niveauer og køn.
Klubben har været den stærkeste på elitesiden[kilde mangler] og har de seneste år haft 16 landsholdspillere, ligesom klubben har eliteuddannede dommere. I 2014 deltog klubbens herrer til VM for klubhold i Tjekkiet.